# RAF-groep nr. 8 (Pathfinder)
RAF-groep nr. 8, ook bekend onder de naam Pathfinder Force of Pathfinders, was een vliegtuigformatie binnen de Royal Air Force die tijdens de Tweede Wereldoorlog de geallieerde bommenwerpers voorafging en de doelen voor hen ging markeren.
Ondanks de introductie van navigatiehulpmiddelen zoals Gee bleef het voor de RAF bommenwerpers moeilijk om 's nachts het doel te vinden. Sedert eind 1941 werd het idee naar voor geschoven om de beste bemanningen samen te brengen in een soort Target Finding Force, maar de bevelhebber van Bomber Command, Air Chief Marshal Sir Arthur Harris (Bomber Harris) was tegen dit idee om een elite-eenheid op te richten. Hij vreesde dat dit jaloezie en afgunst zou opwekken bij de andere RAF-groepen. Uiteindelijk werd RAF-groep nr. 8 opgericht door het Britse Air Ministry op 15 augustus 1942. Zij had haar hoofdkwartier in Wyton, Huntingdonshire, Groot-Brittannië. De groep werd op 13 januari 1943 omgedoopt in 8 (PFF) Group, waarbij hun hoofdkwartier verhuisde naar Castle Hill House, eveneens te Huntingdonshire.
In het begin bestond RAF-groep nr. 8 uit vier eskaders, een voor elke RAF-groep bommenwerpers. Groep nr. 1 stuurde het 156e squadron, Groep nr. 3 stuurde het 7e squadron, Group nr. 4 stuurde het 35e squadron en groep nr. 5 stuurde het 83e squadron. Groep nr. 2 maakte op dat moment nog deel uit van Bomber Command, maar vloog uitsluitend met toestellen voor dagbombardementen. In april 1945 was dat opgelopen tot 19 operationele vliegtuigeskaders. De Pathfinders vlogen met Wellington-, Stirling-, Halifax-, Lancaster- en Mosquitovliegtuigen maar werden uiteindelijk standaard uitgerust met de Lancasters en Mosquitos.
Een bommenwerper bemanning in Bomber command voerde rond 1943-1944 meestal twee operationale rondes uit. De eerste ronde bestond uit dertig operaties en de tweede uit twintig operaties. De Pathfinder-bemanningen waren allen vrijwilligers die er meer dan de helft van hun eerste operationale ronde op zitten hadden. Eens een bemanning naar een Pathfinder squadron was overgeplaatst, werd van hen verwacht dat ze vijfenveertig operaties in hun eerste tour volbrachten. Daarna kregen ze de keus om verder te doen tot zestig operaties waarna ze vrijgesteld waren van een tweede ronde, De kleinere, tweemotorige Mosquito toestellen hadden slechts een piloot en navigator. De bemanningen voor deze toestellen waren gewoonlijk piloten en navigators die hun eerste ronde achter zich hadden.
De taak van een Pathfinder-eenheid was met behulp van de navigatie- en markeersystemen zoals Oboe en H2S doelen te markeren met behulp van flares die de stroom bommenwerpers naar hun doel leidden. De Pathfinders waren eveneens onderdeel van de Light Night Striking Force (LNSF), die stootraids uitvoerde met 4000 lb HC cookies-bommen op de industriële centra van nazi-Duitsland. Tegen het einde van de Tweede Wereldoorlog had RAF-groep nr. 8 50.490 vluchten uitgevoerd naar 3.440 doelwitten. Hierbij verloren zij minstens 3727 bemanningsleden. RAF-groep nr. 8 werd ontbonden in december 1945.
De eerste operatie van de Pathfinders vond plaats tijdens de nacht van 18 op 19 augustus. 31 Patfinders en een Main Force van 87 toestellen vielen Flensburg aan. 16 Patfinders beweerden het doel gemarkeerd te hebben en 78 toestellen van de Main Force beweerden deze markeringen gebombardeerd te hebben. Maar in Flensburg viel er die nacht geen enkele bom, terwijl meerdere Deense steden tot op 25 mijl ten Noorden van Flensburg wel schade rapporteerden.
In maart 1944 bestond de Pathfinder Force uit zeven squadrons die allemaal uitgerust waren met de Lancaster. Daarnaast waren er nog vijf eskaders die vlogen met de lichtere Mosquito, en nog een zesde eskader Mosquito's dat belast was met meteorologische vluchten. Door de hoge verliezen tijdens de voorbije maanden was het moeilijk om ervaren bemanningen te krijgen vanuit de andere bomber command groepen, en een derde van de patfinder bemanningen kwam nu rechtstreeks uit de operationale opleiding. Daardoor daalde het niveau van de doelmarkeringen in deze periode.

## Bevelhebbers
- Air Commander D.C.T. Bennett - vanaf augustus 1942.
- Air Vice Marshall D.C.T. Bennett - vanaf januari 1943.
- Air Vice Marshall J.R. Whitley - vanaf mei 1945.